# Terence Hill
Terence Hill, pseudonimo di Mario Girotti (Venezia, 29 marzo 1939), è un attore e regista italiano.
Ha iniziato a lavorare come attore all'età di undici anni; con il nome anagrafico Mario Girotti è stato interprete di fotoromanzi e di pellicole cinematografiche di autori come Citto Maselli, Luchino Visconti e Anton Giulio Majano.
Dalla seconda metà degli anni sessanta ha adottato lo pseudonimo di Terence Hill, e ha formato una coppia cinematografica con un altro attore italiano dallo pseudonimo anglofono, Bud Spencer. La loro coppia si è rivelata una delle più celebri della storia del cinema internazionale: nel 2010 è stato assegnato ad entrambi il David di Donatello alla carriera.
Terence Hill si è contraddistinto anche come interprete di fiction televisive. L'esperienza più significativa in questo ambito è quella nella serie Don Matteo. Si dedica anche all'attività di regista, seppur in misura minore rispetto all'attività di attore.

## Biografia

Mario Girotti nel 1954

### Origini
Mario Girotti nasce a Venezia il 29 marzo 1939 da Girolamo Girotti, originario di Amelia (in provincia di Terni), e da Hildegard Thieme, tedesca, originaria di Dresda. Nel 1943, all'età di quattro anni, si trasferisce con la famiglia in Germania, presso Lommatzsch (Sassonia), cittadina natia dei nonni materni, a causa del lavoro del padre, un chimico impiegato presso la Schering.
Mario, secondogenito di tre figli (i fratelli Odoardo e Piero hanno avuto piccole esperienze in ambito cinematografico in tenera età), trascorre la prima infanzia assieme ai nonni a Lommatzsch, durante i bombardamenti anglo-americani della seconda guerra mondiale. Ritorna poi in Italia nel 1945, all'età di sei anni, e si stabilisce ad Amelia, il paese natio del padre.

### Anni cinquanta
A 11 anni, verso la fine del 1950, un'amica di sua madre la contatta informandola dell'annuncio di un giornale, in cui si ricercavano dei ragazzi per piccole parti in alcune pellicole; l'esordio sul grande schermo avviene quindi come attore bambino in maniera quasi casuale, quando viene notato dal regista Dino Risi durante una gara di nuoto. Mario viene scritturato per una piccola parte del film Vacanze col gangster (1951), dove, insieme ad altri ragazzini, aiuta un pericoloso bandito a evadere dalla prigione, per poi trovarsi nei guai. Girotti continua a recitare regolarmente da adolescente negli anni cinquanta per pagarsi gli studi, mentre frequenta il liceo classico e quindi la facoltà di lettere e filosofia all'Università di Roma. Gli vengono affidate sempre piccole parti, come nel film Divisione Folgore, ma lavora con registi quali Mauro Bolognini, Citto Maselli e Gillo Pontecorvo.

Nel ruolo di Bruno corteggiato da Cerasella (Claudia Mori) in Cerasella (1959) di Raffaello Matarazzo

Dopo i primi successi commerciali nel 1956 con Guaglione, Girotti interpreta il ruolo del protagonista maschile nel film Lazzarella del 1957, affiancando Alessandra Panaro. Nel 1959 è protagonista nel ruolo di Bruno, bagnino corteggiato da Cerasella (Claudia Mori) nell'omonima commedia comico-sentimentale di Raffaello Matarazzo, e nel 1960 partecipa al film Un militare e mezzo di Steno.

### Anni sessanta
Nel 1961 ha una parte in Le meraviglie di Aladino, diretto da Mario Bava e Henry Levin, con Vittorio De Sica genio della lampada. I ruoli che ricopre sono quasi sempre i medesimi, ma ben presto riuscirà a staccarsi definitivamente dalla parte dell'adolescente. Dopo tre anni di studi all'università, con l'obiettivo di conseguire la laurea in lettere classiche, decide di dedicarsi completamente al cinema, arrivando a frequentare l'Actors Studio per sconfiggere la timidezza. Nel 1963 Luchino Visconti lo scrittura per una piccola parte nel film Il Gattopardo, dove interpreta il ruolo di un garibaldino, il conte Cavriaghi, e ha l'opportunità di recitare con attori del calibro di Alain Delon, Burt Lancaster e Claudia Cardinale.
A proposito di quell'esperienza rivelerà:

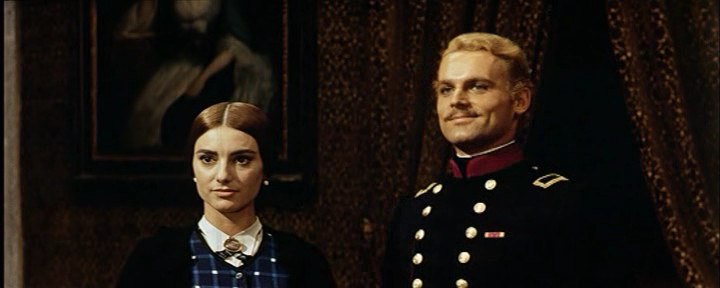
Nel ruolo del conte milanese Cavriaghi nel Gattopardo (1963) di Luchino Visconti, accanto a Lucilla Morlacchi

Il film gli portò una certa notorietà, che lanciò la sua carriera di attore e che proseguì in pellicole di vario genere.

Nel 1964 si recò in Germania Ovest, dove interpretò film western, film drammatici e film di spionaggio; fu in particolare protagonista dei primi western europei della storia, come ricorderà successivamente: 

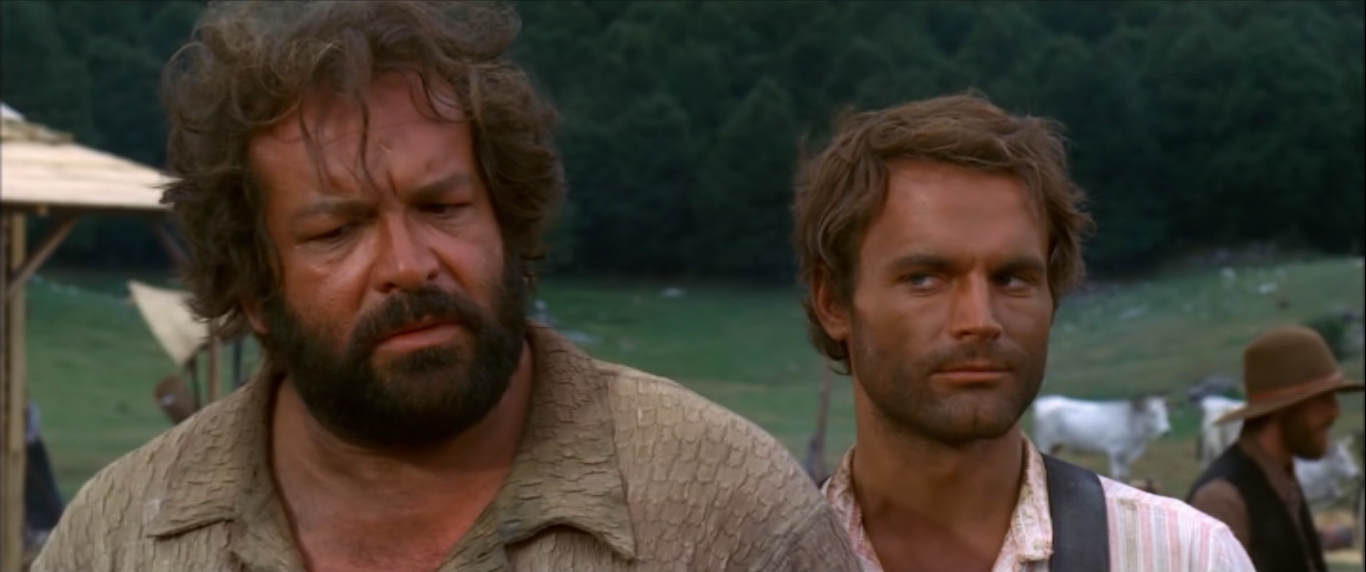
Terence Hill e Bud Spencer in Lo chiamavano Trinità... (1970)

Tornato in Italia, nel 1967 sposò Lori Zwicklbauer, una ragazza statunitense di origine tedesca, conosciuta lo stesso anno sul set del film campione d'incassi Dio perdona... io no! Sullo stesso set conobbe Carlo Pedersoli, alias Bud Spencer, il futuro compagno di scena. Seguendo una moda dell'epoca, i due attori, per fare colpo a livello internazionale, assunsero dei nomi d'arte statunitensi in quanto considerati più adatti per un film western. La produzione consegnò a Mario Girotti una lista di venti possibili nomi e gli venne chiesto di sceglierne uno entro 24 ore. Scelse "Terence Hill" poiché suonava bene e perché le iniziali erano le stesse del nome e cognome di sua madre (Hildegard Thieme). Fu un caso per lui partecipare a questo film poiché venne scelto per sostituire Peter Martell, ufficialmente vittima di un incidente a cavallo durante alcune riprese, ma in realtà lo stesso Terence Hill in un'intervista ha raccontato: 

### Anni settanta
Il suo successo è legato soprattutto ad alcuni titoli del genere spaghetti-western girati insieme all'amico Bud Spencer, come i cult Lo chiamavano Trinità... (1970) e il suo sequel ...continuavano a chiamarlo Trinità (1971), che lanciano la coppia al successo internazionale. Anche in Lo chiamavano Trinità... Terence Hill non venne scelto inizialmente per interpretare il film. Enzo Barboni (meglio conosciuto come E.B. Clucher) chiese a Franco Nero d'interpretare il ruolo di Trinità, ma l'attore, avendo un impegno con una produzione americana per il film Camelot (1967), rifiutò. Così si decise di cercare un attore il più possibile somigliante. La scelta cadde in questo modo su Terence Hill. Bud Spencer e Terence Hill girarono insieme 18 film, dei quali 16 come coppia protagonista. In Annibale (1959), Bud e Terence (ancora accreditati Carlo Pedersoli e Mario Girotti) recitarono infatti in scene separate senza mai incontrarsi sul set, mentre in Il corsaro nero (1971) l'interprete principale è solo Terence e a Bud è riservata una parte minore in un ruolo da cattivo.

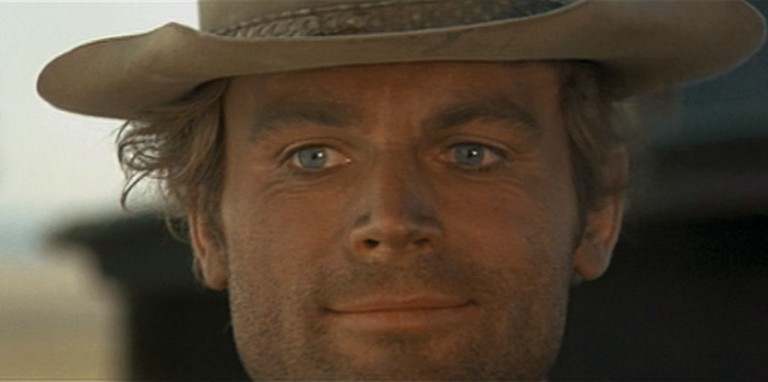
Terence Hill, nel film Il mio nome è Nessuno (1973)

Numerose scene presenti nei suoi film sono entrate nell'immaginario collettivo: celebri sono i suoi virtuosismi con le carte da gioco (in realtà le mani che compivano tali giochi erano quelle del prestigiatore Tony Binarelli), e ancora più famosa fu la scena iniziale di Lo chiamavano Trinità, in cui il protagonista divora un'intera padella di fagioli col sugo. Terence ha più volte dichiarato che quella scena fu da lui girata dopo un digiuno di 36 ore. Altro momento celebre fu quello in cui Trinità prende a sberle il bandito Wild Cat Hendrix nel seguito ...continuavano a chiamarlo Trinità. Per esercitarsi a compiere la scena, Terence rivelò di aver preso più volte a "schiaffi" una colonna all'entrata di casa sua, e questo gli creò qualche problemino con la moglie che lo credeva impazzito.

Terence Hill e Bud Spencer, con Giovanni Cianfriglia, in una scena del film ...altrimenti ci arrabbiamo! (1974)

Entrambi i film furono campioni d'incassi, consacrando definitivamente la coppia a livello internazionale e Hill, grazie ai suoi trascorsi nelle commedie romantiche degli anni '50, come nuovo sex symbol del momento. Successivamente i due girarono altri film come ...più forte ragazzi! (1972), anch'esso piazzatosi tra i film di maggior successo della stagione, e soprattutto ...altrimenti ci arrabbiamo! (1974), diretto da Marcello Fondato: tra una scazzottata e l'altra, la contesa dune buggy e la celebre colonna sonora degli Oliver Onions, i due polverizzarono tutti i record d'incassi.

Nel contempo Terence recitò anche in film in solitaria: il più celebre è del 1973 quando fu protagonista, insieme a Henry Fonda, del western Il mio nome è Nessuno, pellicola prodotta da Sergio Leone con musiche di Ennio Morricone, nella quale s'incrociano il tema del tramonto dell’epopea del West con il tono più scanzonato ereditato dal personaggio di Trinità. Nonostante il genere western stesse attraversando un irreversibile declino, il film si piazzò al quinto posto tra i più visti della stagione cinematografica. Della sua collaborazione con Leone, Hill affermò: 

Terence Hill in una scena del film Pari e dispari (1978)

Di nuovo in coppia con Bud Spencer, col quale ha anche collaborato a scrivere le sceneggiature e alcune musiche delle loro pellicole, durante la metà degli anni settanta i due interpretarono altri film come Porgi l'altra guancia (1974), I due superpiedi quasi piatti (1977) e Io sto con gli ippopotami (1979), tutti di grandissimo successo. Altre produzioni di genere western/commedia che videro Hill assoluto protagonista furono ...e poi lo chiamarono il Magnifico (1972), diretto nuovamente da E.B. Clucher, e Un genio, due compari, un pollo (1975), diretto da Damiano Damiani e prodotto sempre da Leone. Non mancano nel contempo partecipazioni a pellicole più impegnate come Il vero e il falso (1972), diretto da Eriprando Visconti (nipote di Luchino), in cui Hill interpreta un avvocato che deve proteggere una donna ingiustamente accusata di omicidio, e Org (1979), per la regia di Fernando Birri, un corposo film di fantascienza di cui fu anche produttore, e rimasto in fase di montaggio per oltre dieci anni.
Trasferitosi nel frattempo negli Stati Uniti, Hill partecipa anche ad alcune produzioni hollywoodiane, come La bandera - Marcia o muori (1977), di Dick Richards al fianco di star come Gene Hackman e Catherine Deneuve, e Mister Miliardo (1977) di Jonathan Kaplan.

### Anni ottanta

Peppone (Colin Blakely) e don Camillo (Terence Hill) in una scena del film Don Camillo (1983)

Più tardi, verso i primi anni ottanta, Hill decise di passare anche dietro alla macchina da presa, dirigendo sé stesso nel film Don Camillo (1983); il film era ispirato al personaggio letterario creato da Giovannino Guareschi, e divenuto noto sul grande schermo negli anni cinquanta grazie all'interpretazione del francese Fernandel, mentre nel ruolo di Peppone – che fu di Gino Cervi – c'è Colin Blakely. Completano il cast anche i due figli di Terence, Ross e Jess, in ruoli minori. Rispetto al film originale del 1952, ambientato nella Bassa reggiana e negli anni '50, la storia di questo remake si svolge nella Bassa mantovana (dall'Oltrepò mantovano a Sabbioneta), mentre l'epoca è quella contemporanea.
Intanto prosegue la collaborazione con Bud Spencer con pellicole come Chi trova un amico trova un tesoro, Nati con la camicia (1983), Non c'è due senza quattro (1984) entrambi diretti da E.B. Clucher, e Miami Supercops (I poliziotti dell'8ª strada) (1985) di Bruno Corbucci. Contemporaneamente Terence Hill ottiene grande successo con film di co-produzione italo-statunitense come Poliziotto superpiù (1980) al fianco di Ernest Borgnine, ancora musiche de La Bionda, e Renegade - Un osso troppo duro (1987).

### Anni novanta
L'ultimo film della coppia vede la luce solo nel 1994, ben nove anni dopo la loro collaborazione in Miami Supercops (I poliziotti dell'8ª strada). Bud e Terence furono infatti i protagonisti di Botte di Natale, diretto dallo stesso Terence e sceneggiato dal figlio Jess, in cui dopo 23 anni dall'ultimo Trinità i due tornano al genere western. Girato tra Italia, Germania e Stati Uniti, il film non ottiene lo stesso successo dei precedenti film della coppia, ponendo fine alla storia del duo, che avrebbe comunque continuato a riscuotere successo in progetti diversi, in particolare sul piccolo schermo.
Nel 1999, pochi giorni dopo il trionfo di Roberto Benigni a Los Angeles nella notte degli Oscar per La vita è bella, la popolare rivista statunitense Time, sulla scia dell'evento, pubblica una classifica degli "attori italiani più famosi del mondo" nella quale Bud Spencer occupa il primo posto, seguito da Terence Hill al secondo.
Negli anni novanta Hill ha attraversato un lungo periodo di depressione causata dalla morte, in un incidente stradale a Stockbridge (Massachusetts) nel 1990, del figlio adottivo sedicenne Ross, con il quale aveva girato i film Don Camillo e Renegade - Un osso troppo duro. Tuttavia riuscì a tornare al lavoro autodirigendosi in Lucky Luke (1991), pilot dell'omonima serie televisiva trasmessa l'anno successivo, progetti che vennero tuttavia accolti con minor entusiasmo rispetto ai precedenti. Nel 1997 l'attore recitò in Potenza virtuale, diretto da Antonio Margheriti, pellicola mai distribuita nelle sale italiane.
Della morte del figlio parlerà solo anni dopo, nel 2001 in un'intervista con Famiglia Cristiana dicendo:
(Terence Hill)

### Anni duemila

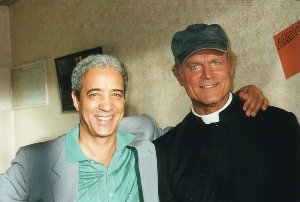
Terence Hill nel 2001 sul set di Don Matteo, insieme a Kadour Naimi

Dal 2000 l'attore ha rilanciato la propria carriera grazie alla fortunata serie televisiva Don Matteo, in cui interpreta il ruolo di un sacerdote cattolico con un particolare intuito investigativo.
Tale fiction (girata a partire dal 1998) rappresenta la prima opera audiovisiva in assoluto in cui l'attore recita con la sua voce. Dagli inizi della sua carriera fino alla precedente pellicola (Potenza virtuale), Terence è sempre stato doppiato nell'edizione italiana dei suoi film, in particolare da Massimo Turci, che lo ha doppiato dagli anni '50 all'inizio degli anni '60; Sergio Graziani, che lo ha doppiato alla fine degli anni '60; Pino Locchi, che è stato la voce principale dell'attore negli anni '70 fino ai primi anni '80; Michele Gammino, che lo ha doppiato tra la metà degli anni '80 e negli anni '90.
In televisione è stato inoltre protagonista di due miniserie televisive della Rai, L'uomo che sognava con le aquile e L'uomo che cavalcava nel buio, oltre che di una miniserie televisiva di Mediaset, Doc West, in cui l'attore torna al genere western dopo 15 anni in un'opera di cui cura anche la regia assieme a Giulio Base.

### Anni duemiladieci
Sempre per la Rai, nel 2011 Terence ha interpretato una nuova fiction intitolata Un passo dal cielo, nella quale interpreta Pietro, il capo della Guardia forestale nella regione dell'Alta Pusteria, in Alto Adige, che si occupa di casi criminosi ma che è molto diverso rispetto al personaggio di don Matteo. L'attore ha partecipato anche alla seconda (2012) e alla terza stagione (2015), per poi lasciare definitivamente questa serie, che è proseguita con altri protagonisti.
Ha continuato però la sua esperienza nella serie Don Matteo: il primo episodio della decima stagione, in onda il 7 gennaio 2016, con 9 677 000 spettatori detiene il record di ascolti europeo per una fiction arrivata alla dodicesima serie.
Nel 2018, dopo vent'anni dall'ultimo film Potenza virtuale, Terence Hill torna al cinema con Il mio nome è Thomas, da lui anche scritto e diretto.

### Anni duemilaventi
Nel settembre 2021, dopo 259 episodi, 13 stagioni e ventuno anni, Terence Hill lascia definitivamente la serie Don Matteo.
Nel 2023 Hill partecipa al film documentario Lui era Trinità, diretto da Dario Marani e proiettato alla Festa del Cinema dello stesso anno.

## Vita privata
Dal 1967 è sposato con Lori Zwicklbauer, statunitense di origini tedesche, dalla quale ha avuto un figlio, Jess Hill, nel 1969. La coppia adottò poi un bambino tedesco, Ross Hill, nato nel 1973 e deceduto nel 1990 a seguito di un incidente stradale in Massachusetts.
Dopo aver vissuto negli Stati Uniti d'America per più di 30 anni con la moglie, si è stabilito definitivamente in Umbria, regione italiana a cui si è affezionato dopo esservi rimasto per molto tempo a causa delle riprese della serie televisiva Don Matteo. Per l'attore si tratta peraltro di un ritorno nei luoghi di origine, visto che il padre era nativo di Amelia.
Mario Girotti ha praticato dai 10 ai 19 anni, contemporaneamente, nuoto, pugilato e ginnastica artistica (negli anelli, nelle parallele simmetriche e nel cavallo con maniglie), ottenendo buoni risultati. È appassionato di calcio e tifoso della Roma, come da lui stesso dichiarato, nonostante in gioventù abbia gareggiato, insieme al fratello Odoardo, per la Polisportiva S.S. Lazio. Simpatizza anche per il Gubbio.
A differenza dell'amico Bud Spencer, dichiaratamente di destra, Terence Hill non si è mai schierato politicamente. Tuttavia, in alcune occasioni, ha dato il suo appoggio a candidati democratici negli Stati Uniti (possedendo infatti la doppia cittadinanza). Nel 2020, nell'ambito delle elezioni presidenziali, ha partecipato assieme alla scrittrice Frances Mayes a una raccolta di fondi con varie personalità del mondo politico, sociale e culturale italo-americano a favore del contendente democratico Joe Biden, organizzata e condotta dalla moglie Jill.

## Filmografia

### Attore

#### Cinema

##### Come Mario Girotti
- Vacanze col gangster, regia di Dino Risi (1951)
- La voce del silenzio, regia di Georg Wilhelm Pabst (1953)
- L'età dell'amore, regia di Lionello De Felice (1953)
- Villa Borghese, regia di Gianni Franciolini (1953)
- Divisione Folgore, regia di Duilio Coletti (1954)
- La vena d'oro, regia di Mauro Bolognini (1955)
- Gli sbandati, regia di Francesco Maselli (1955)
- Mamma sconosciuta, regia di Carlo Campogalliani (1956)
- I vagabondi delle stelle, regia di Nino Stresa (1956)
- Guaglione, regia di Giorgio Simonelli (1956)
- La grande strada azzurra, regia di Gillo Pontecorvo (1957)
- Lazzarella, regia di Carlo Ludovico Bragaglia (1957)
- La Venere di Cheronea, regia di Fernando Cerchio (1957)
- Anna di Brooklyn, regia di Vittorio De Sica e Carlo Lastricati (1958)
- La spada e la croce, regia di Carlo Ludovico Bragaglia (1958)
- Il padrone delle ferriere, regia di Anton Giulio Majano (1959)
- Spavaldi e innamorati, regia di Giuseppe Vari (1959)

Mario Girotti in Cartagine in fiamme (1959)

- Cartagine in fiamme, regia di Carmine Gallone (1959)
- Juke box - Urli d'amore, regia di Mauro Morassi (1959)
- Cerasella, regia di Raffaello Matarazzo (1959)
- Annibale, regia di Carlo Ludovico Bragaglia e Edgar G. Ulmer (1959)
- Un militare e mezzo, regia di Steno (1960)
- Giuseppe venduto dai fratelli, regia di Irving Rapper (1961)
- Le meraviglie di Aladino, regia di Henry Levin e Mario Bava (1961)
- Il dominatore dei 7 mari, regia di Rudolph Maté e Primo Zeglio (1962)
- Il mio amore è scritto sul vento, regia di Luis César Amadori (1962)
- Il giorno più corto, regia di Sergio Corbucci (1963)

Alain Delon, Mario Girotti e Giuliano Gemma nel film Il Gattopardo (1963)

- Il Gattopardo, regia di Luchino Visconti (1963)
- Giorni di fuoco, regia di Harald Reinl (1964)
- Là dove scende il sole, regia di Alfred Vohrer (1965)
- Operazione terzo uomo, regia di Alfred Weidenmann (1965)
- Sparate a vista su Killer Kid (Duell vor Sonnenuntergang), regia di Leopold Lahola (1965)
- Surehand - Mano veloce, regia di Alfred Vohrer (1965)
- Danza di guerra per Ringo, regia di Harald Philipp (1965)
- Io non protesto, io amo, regia di Ferdinando Baldi (1966)
- Il magnifico emigrante (Ruf der Wälder), regia di Franz Antel (1965)
- I Nibelunghi - Sigfrido, regia di Harald Reinl (1966)
- I Nibelunghi - La vendetta di Crimilde, regia di Harald Reinl (1967)
- La feldmarescialla - Rita fugge... lui corre... egli scappa, regia di Steno (1967)
- Little Rita nel West, regia di Ferdinando Baldi (1967)

##### Come Terence Hill

Terence Hill in I quattro dell'Ave Maria (1968)

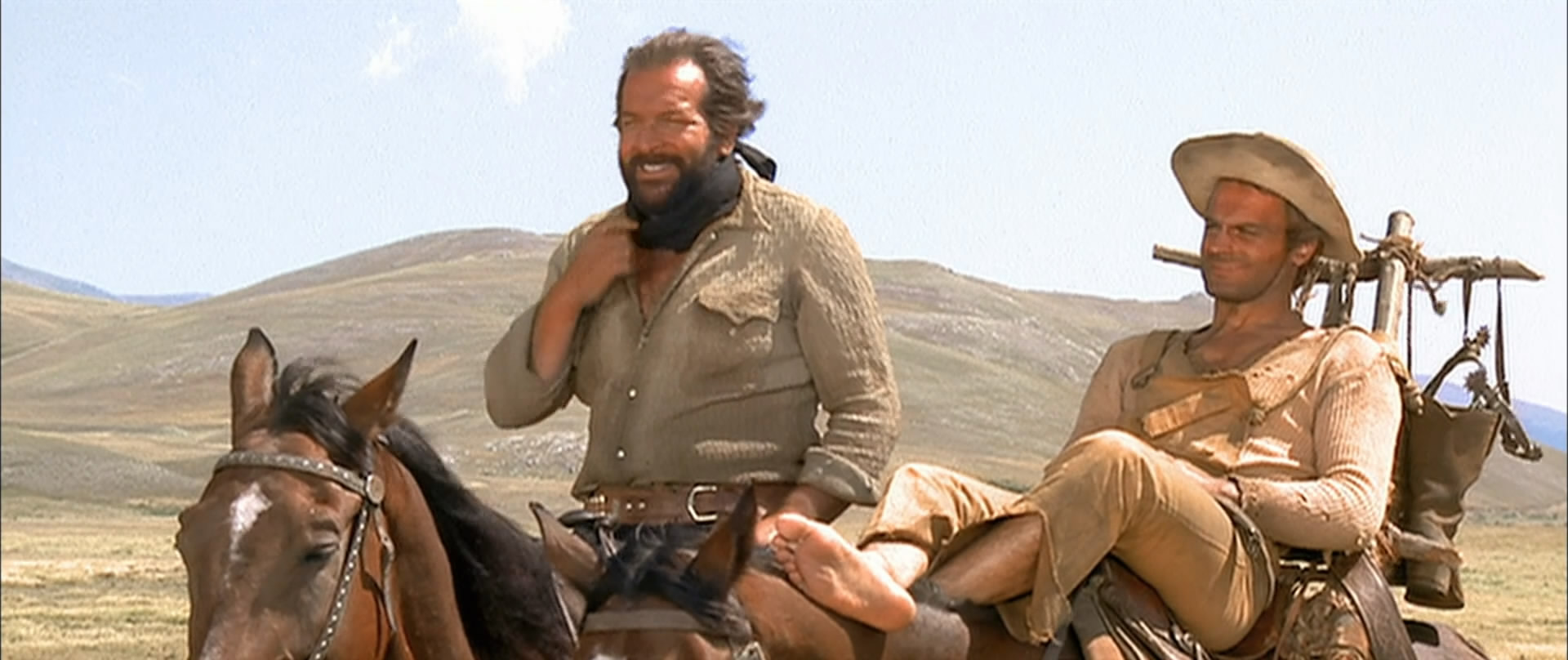
Bud Spencer e Terence Hill in ...continuavano a chiamarlo Trinità (1971)

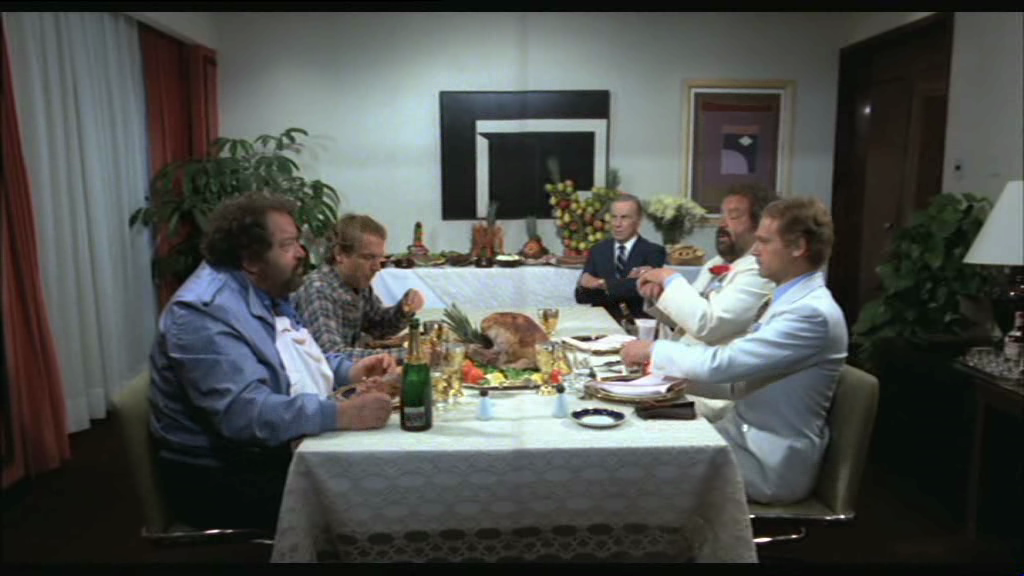
Bud Spencer e Terence Hill durante la caratteristica abbuffata in Non c'è due senza quattro (1984)

Bud Spencer e Terence Hill in una scena del film Miami Supercops (I poliziotti dell'8ª strada) (1985)

- Dio perdona... io no!, regia di Giuseppe Colizzi (1967)
- Preparati la bara!, regia di Ferdinando Baldi (1968)
- I quattro dell'Ave Maria, regia di Giuseppe Colizzi (1968)
- Barbagia (La società del malessere), regia di Carlo Lizzani (1969)
- La collina degli stivali, regia di Giuseppe Colizzi (1969)
- La collera del vento, regia di Mario Camus (1970)
- Lo chiamavano Trinità..., regia di E.B. Clucher (1970)
- Il corsaro nero, regia di Vincent Thomas (1971)
- ...continuavano a chiamarlo Trinità, regia di E.B. Clucher (1971)
- Il vero e il falso, regia di Eriprando Visconti (1972)
- ...e poi lo chiamarono il Magnifico, regia di E.B. Clucher (1972)
- ...più forte ragazzi!, regia di Giuseppe Colizzi (1972)
- Il mio nome è Nessuno, regia di Tonino Valerii (1973)
- ...altrimenti ci arrabbiamo!, regia di Marcello Fondato (1974)
- Porgi l'altra guancia, regia di Franco Rossi (1974)
- Un genio, due compari, un pollo, regia di Damiano Damiani (1975)
- Mister Miliardo (Mr. Billion), regia di Jonathan Kaplan (1977)
- I due superpiedi quasi piatti, regia di E.B. Clucher (1977)
- La bandera - Marcia o muori (March or Die), regia di Dick Richards (1977)
- Pari e dispari, regia di Sergio Corbucci (1978)
- Org, regia di Fernando Birri (1979)
- Io sto con gli ippopotami, regia di Italo Zingarelli (1979)
- Poliziotto superpiù, regia di Sergio Corbucci (1980)
- Chi trova un amico trova un tesoro, regia di Sergio Corbucci (1981)
- Nati con la camicia, regia di E.B. Clucher (1983)
- Don Camillo, regia di Terence Hill (1983)
- Non c'è due senza quattro, regia di E.B. Clucher (1984)
- Miami Supercops (I poliziotti dell'8ª strada), regia di Bruno Corbucci (1985)
- Renegade - Un osso troppo duro, regia di E.B. Clucher (1987)
- Lucky Luke, regia di Terence Hill (1991)
- Botte di Natale, regia di Terence Hill (1994)
- Potenza virtuale, regia di Antonio Margheriti (1997)
- Il mio nome è Thomas, regia di Terence Hill (2018)

#### Televisione
- Lucky Luke – serie TV, 8 episodi (1992)
- Don Matteo – serie TV, 259 episodi (2000-2022)
- L'uomo che sognava con le aquile – miniserie TV, regia di Vittorio Sindoni (2006)
- L'uomo che cavalcava nel buio – miniserie TV, regia di Salvatore Basile (2009)
- Doc West – miniserie TV, regia di Giulio Base e di Terence Hill (2009)
- Un passo dal cielo – serie TV, 44 episodi (2011-2015)

### Regista
- Don Camillo (1983)
- Lucky Luke – film TV (1991)
- Lucky Luke – serie TV, 3 episodi (1992)
- Botte di Natale (1994)
- Doc West – miniserie TV (2009)
- Il mio nome è Thomas (2018)

### Produttore
- Org, regia di Fernando Birri (1979)
- Don Camillo, regia di Terence Hill (1983)

### Sceneggiatore
- Renegade - Un osso troppo duro, regia di E.B. Clucher (1987)
- Il mio nome è Thomas, regia di Terence Hill (2018)

## Teatro
- Il novelliere. La New York di O. Henry di Daniele D'Anza – teatro in diretta per la TV (1960)
- Il novelliere. Il salotto di Oscar Wilde di Daniele D'Anza – teatro in diretta per la TV (1960)

## Videoclip
- Come Bud Spencer & Terence Hill – videoclip dei Controtempo (2010)
- Senza pensieri – Fabio Rovazzi (2019)

## Riconoscimenti
- David di Donatello
  - 2010 – David di Donatello alla carriera (ricevuto insieme a Bud Spencer)
- Almería Western Film festival
  - 2016 – Premio Tabernas de Cine
- Est Film Festival
  - 2018 – Premio Arco di Platino
- Festival della televisione di Monte Carlo
  - 2002 – Vincitore miglior attore dell’anno per Don Matteo
- Fondazione Carispo
  - 2017 – Premio Teodelapio per la valorizzazione di Spoleto nel mondo
- La Pellicola D'Oro
  - 2016 – Premio speciale alla carriera
- Popoli e Religioni – Terni Film Festival
  - 2018 – Angelo alla carriera
- Premio Regia Televisiva
  - 2012 – Vincitore nella categoria Miglior fiction con Don Matteo
  - 2014 – Vincitore nella categoria Miglior fiction con Don Matteo
- Religion Today Film Festival
  - 2018 – Premio alla carriera[27]
- Rosa D'Oro
  - 2005 – Premio del decennale del Festival Roseto opera prima
- Telegatto
  - 1992 – Premio speciale per il cinema italiano in TV (Ricevuto insieme a Bud Spencer)
- Time
  - 1999 – Nella classifica della rivista Time riguardante gli attori italiani più famosi al mondo (lui e Bud Spencer occupano i primi due posti)

## Doppiatori
Terence Hill è stato doppiato da:
- Pino Locchi in Cartagine in fiamme, Lo chiamavano Trinità..., ...continuavano a chiamarlo Trinità, ...e poi lo chiamarono il Magnifico, ...più forte ragazzi!, Il mio nome è Nessuno, ...altrimenti ci arrabbiamo!, Porgi l'altra guancia, Un genio, due compari, un pollo, Mister Miliardo, I due superpiedi quasi piatti, La bandera - Marcia o muori, Pari e dispari, Io sto con gli ippopotami, Poliziotto superpiù, Chi trova un amico trova un tesoro, Nati con la camicia
- Massimo Turci in La vena d'oro, Guaglione, Lazzarella, La spada e la croce, Il padrone delle ferriere, Cerasella, Annibale, Un militare e mezzo, Giuseppe venduto dai fratelli, Io non protesto, io amo
- Michele Gammino in Don Camillo, Non c'è due senza quattro, Miami Supercops (I poliziotti dell'8ª strada), Renegade - Un osso troppo duro, Lucky Luke (film e serie televisiva), Botte di Natale, Potenza virtuale
- Sergio Graziani in Dio perdona... io no!, Preparati la bara!, I quattro dell'Ave Maria, La collina degli stivali, Il vero e il falso
- Cesare Barbetti in Divisione Folgore, Operazione terzo uomo, La feldmarescialla - Rita fugge... lui corre... egli scappa
- Pino Colizzi in Sparate a vista su Killer Kid, Surehand - Mano veloce, Barbagia (La società del malessere)
- Giuseppe Rinaldi in Le meraviglie di Aladino, Little Rita nel West
- Corrado Pani in Vacanze col gangster
- Riccardo Cucciolla in La grande strada azzurra
- Franco Fabrizi in Il Gattopardo
- Adalberto Maria Merli in Giorni di fuoco
- Gino La Monica in Il magnifico emigrante
- Antonio Colonnello in La collera del vento
- Giancarlo Maestri in Il corsaro nero

## Onorificenze
Pellegrino di Pace
- (2017) "Pellegrino di Pace" ad Assisi: Per i valori della solidarietà, della Giustizia e della Gioia di vivere. Questo premio, che si tiene ogni anno, fu consegnato anche a Papa Giovanni Paolo II nel 1990, a Madre Teresa di Calcutta nel 1994 e al maestro Andrea Bocelli nel 2011.